# NGC 3116
NGC 3116 este o galaxie eliptică situată în constelația Leul Mic. A fost descoperită în 10 martie 1886 de către Johann Palisa. Se află la o distanță de 92,58 de megaparseci de Pământ.